# Andrés Eloy Blanco (Lara)
Andrés Eloy Blanco é um município da Venezuela localizado no estado de Lara.
A capital do município é a cidade de Sanare.